# Biosikkerhedsniveau
Biosikkerhedsniveau (en: biosafety level, BSL) er niveauet for indeslutning af biologiske materialer som en forebyggende foranstaltning til at isolere farlige biologiske stoffer ('biological agents') i et lukket anlæg. Indeslutningsniveauet spænder fra det laveste niveau 1 (BSL-1) til det højeste på niveau 4 (BSL-4).
I USA fastsætter Centers for Disease Control and Prevention (CDC) disse niveauer.
I Den Europæiske Union fastsættes de i et direktiv.
Kort karakteristik af de fire niveauer
- BSL 1 : ingen kendt risiko for personale og miljø
- BSL 2 : moderat fare
- BSL 3 : kan forårsage alvorlig eller potentielt dødelig sygdom
- BSL 4 : høj individuel risiko

## Galleri
| - BSL-4 og symbol for biologisk fare - BSL-4. Laboratoriemedarbejder i en "Blue Suit" fra ILC Dover Chemturion - Symbol for biologisk fare |